# Linea Fukuchiyama
La Linea Fukuchiyama (福知山線?, Fukuchiyama sen) è una ferrovia gestita dalla JR West che collega Ōsaka con la città di Fukuchiyama. All'interno dell'area metropolitana di Osaka, la linea viene chiamata Linea Takarazuka (JR宝塚線), e connette specialmente le città di Takarazuka e Kawanishi. Ad Amagasaki si trova il termine ufficiale della linea, ma di fatto tutti i treni continuano verso est fino a Ōsaka immettendosi sulla Linea JR Kōbe o sulla linea JR Tōzai.

## Storia
La Ferrovia a cavallo Kawabe (川辺馬車鉄道?, Kawabe Bashatetsudō) diede inizio alla storia della linea nel 1891. La ferrovia operava nel tratto fra Amagasaki e Itami per circa 8 km ed era percorsa da carri trainati da cavallo. Nel 1883 la ferrovia venne riorganizzata come Ferrovia Settsu (摂津鉄道?, Settsu Tetsudō) e vennero introdotte locomotive a vapore mentre la linea fu estesa a Ikeda.
La ferrovia Settsu venne quindi assorbita dalla Ferrovia Hankaku (阪鶴鉄道?, Hankaku Tetsudō) che doveva unire Osaka e Maizuru. Nel 1897 avvenne l'estensione a Takarazuka e nel 1899 a Fukuchiyama. La compagnia quindi collegò la linea alla stazione di Kanzaki (l'attuale stazione di Amagasaki) nel 1898 rendendo la precedente linea con la stazione di Amagasaki una diramazione che venne chiusa nel 1981 per i passeggeri e 3 anni dopo per il traffico merci. La rete della ferrovia Hankaku venne nazionalizzata nel 1907.
Negli anni ottanta iniziò la modernizzazione della rete con l'introduzione del CTC e l'elettrificazione della linea fino alla stazione di Fukuchiyama, completata nel 1986.

### Incidenti
Il 25 aprile 2005 la linea è stata protagonista di uno dei maggiori incidenti ferroviari nella storia delle ferrovie giapponesi. Un treno della serie 207 espletante un servizio rapido diretto a Doshisha-mae deragliò impattando contro un edificio fra le stazioni di Tsukaguchi e Amagasaki. Le vittime furono 107 morti e centinaia di feriti. A causa dell'incidente la linea rimase chiusa al traffico fino al 19 giugno 2005.

## Stazioni
Sulla linea circolano treni locali e due tipi di rapidi, oltre ad alcuni espressi limitati. Nella tabella sono indicate le fermate dei treni rapidi.
| Linea               | Linea                    | Nome Stazione | Giapponese | Distanza da Amagasaki (km) | Locale                                               | Rapido      | Rapido Tambaji                                                    | Collegamenti | Posizione         | Posizione           |
| Comune              | Ufficiale                | Nome Stazione | Giapponese | Distanza da Amagasaki (km) | Locale                                               | Rapido      | Rapido Tambaji                                                    | Collegamenti | Posizione         | Posizione           |
| ------------------- | ------------------------ | ------------- | ---------- | -------------------------- | ---------------------------------------------------- | ----------- | ----------------------------------------------------------------- | --- | ----------------- | ------------------- |
| Linea JR Takarazuka | Linea principale Tōkaidō | Osaka         | 大阪       | 7,7                        | ●                                                    | ●           | ●                                                                 | Linea Midōsuji (Umeda) Linea Tanimachi (Higashi-Umeda) Linea Yotsubashi (Nishi-Umeda) ■ Linea Hanshin ■ Linea Hankyū Kōbe ■ Linea Hankyū Takarazuka ■ Linea Hankyū Kyōto ■ Linea principale Tōkaidō (linee JR Kyōto, JR Kōbe) ■ Linea JR Tōzai (Kitashinchi) | Kita-ku Osaka     | Prefettura di Osaka |
| Linea JR Takarazuka | Linea principale Tōkaidō | Tsukamoto     | 塚本       | 4,3                        | ◎                                                    | \|          | \|                                                                | | Yodogawa-ku Osaka | Prefettura di Osaka |
| Linea JR Takarazuka | Linea principale Tōkaidō | Amagasaki     | 尼崎       | 0,0                        | ●                                                    | ●           | ●                                                                 | ■ Linea principale Tōkaidō (linea JR Kōbe) ■ Linea JR Tōzai | Amagasaki         | Prefettura di Hyōgo |
| Linea JR Takarazuka | Linea Fukuchiyama        | Amagasaki     | 尼崎       | 0,0                        | ●                                                    | ●           | ●                                                                 | ■ Linea principale Tōkaidō (linea JR Kōbe) ■ Linea JR Tōzai | Amagasaki         | Prefettura di Hyōgo |
| Linea JR Takarazuka | Tsukaguchi               | 塚口          | 2,5        | ●                          | ◎                                                    | \|          |                                                                   | | Amagasaki         | Prefettura di Hyōgo |
| Linea JR Takarazuka | Inadera                  | 猪名寺        | 3,9        | ●                          | \|                                                   | \|          |                                                                   | | Amagasaki         | Prefettura di Hyōgo |
| Linea JR Takarazuka | Itami                    | 伊丹          | 5,8        | ●                          | ●                                                    | ●           |                                                                   | Itami |                   | Prefettura di Hyōgo |
| Linea JR Takarazuka | Kita-Itami               | 北伊丹        | 7,9        | ●                          | \|                                                   | \|          |                                                                   | Itami |                   | Prefettura di Hyōgo |
| Linea JR Takarazuka | Kawanishi-Ikeda          | 川西池田      | 11,0       | ●                          | ●                                                    | ●           | ■ Linea Hankyū Takarazuka (Kawanishi-Noseguchi) Linea Nose Myōken | Kawanishi |                   | Prefettura di Hyōgo |
| Linea JR Takarazuka | Nakayamadera             | 中山寺        | 14,5       | ●                          | ●                                                    | ●           |                                                                   | Takarazuka |                   | Prefettura di Hyōgo |
| Linea JR Takarazuka | Takarazuka               | 宝塚          | 17,8       | ●                          | ●                                                    | ●           | ■ Linea Hankyū Takarazuka ■ Linea Hankyū Imazu                    | Takarazuka |                   | Prefettura di Hyōgo |
| Linea JR Takarazuka | Namaze                   | 生瀬          | 19,7       | ●                          | \|                                                   | \|          |                                                                   | Nishinomiya |                   | Prefettura di Hyōgo |
| Linea JR Takarazuka | Nishinomiyanajio         | 西宮名塩      | 21,9       | ●                          | ●                                                    | ●           |                                                                   | Nishinomiya |                   | Prefettura di Hyōgo |
| Linea JR Takarazuka | Takedao                  | 武田尾        | 25,1       | ●                          | \|                                                   | \|          |                                                                   | Takarazuka |                   | Prefettura di Hyōgo |
| Linea JR Takarazuka | Dōjō                     | 道場          | 30,1       | ●                          | \|                                                   | \|          |                                                                   | Kita-ku Kōbe |                   | Prefettura di Hyōgo |
| Linea JR Takarazuka | Sanda                    | 三田          | 33,7       | ●                          | ●                                                    | ●           | Linea Shintetsu Sanda                                             | Sanda |                   | Prefettura di Hyōgo |
| Linea JR Takarazuka | Shin-Sanda               | 新三田        | 36,9       | ●                          | ●                                                    | ●           |                                                                   | Sanda |                   | Prefettura di Hyōgo |
| Linea JR Takarazuka | Hirono                   | 広野          | 39,7       | ●                          | ●                                                    | ●           |                                                                   | Sanda |                   | Prefettura di Hyōgo |
| Linea JR Takarazuka | Aino                     | 相野          | 44,0       | ●                          | ●                                                    | ●           |                                                                   | Sanda |                   | Prefettura di Hyōgo |
| Linea JR Takarazuka | Aimoto                   | 藍本          | 48,2       | ●                          | ●                                                    | ●           |                                                                   | Sanda |                   | Prefettura di Hyōgo |
| Linea JR Takarazuka | Kusano                   | 草野          | 50,2       | ●                          | ●                                                    | ●           |                                                                   | Sasayama |                   | Prefettura di Hyōgo |
| Linea JR Takarazuka | Furuichi                 | 古市          | 53,5       | ●                          | ●                                                    | ●           |                                                                   | Sasayama |                   | Prefettura di Hyōgo |
| Linea JR Takarazuka | Minami-Yashiro           | 南矢代        | 56,1       | ●                          | ●                                                    | ●           |                                                                   | Sasayama |                   | Prefettura di Hyōgo |
| Linea JR Takarazuka | Sasayamaguchi            | 篠山口        | 58,4       | ●                          | ●                                                    | ●           |                                                                   | Sasayama |                   | Prefettura di Hyōgo |
|                     | Tamba-Ōyama              | 丹波大山      | 60,7       | ●                          | ●                                                    |             |                                                                   | Sasayama |                   | Prefettura di Hyōgo |
| Shimotaki           | 下滝                     | 68,7          | ●          | ●                          |                                                      | Tamba       |                                                                   | |                   | Prefettura di Hyōgo |
| Tanikawa            | 谷川                     | 73,0          | ●          | ●                          | ■ Linea Kakogawa                                     | Tamba       |                                                                   | |                   | Prefettura di Hyōgo |
| Kaibara             | 柏原                     | 80,0          | ●          | ●                          |                                                      | Tamba       |                                                                   | |                   | Prefettura di Hyōgo |
| Isō                 | 石生                     | 83,2          | ●          | ●                          |                                                      | Tamba       |                                                                   | |                   | Prefettura di Hyōgo |
| Kuroi               | 黒井                     | 87,5          | ●          | ●                          |                                                      | Tamba       |                                                                   | |                   | Prefettura di Hyōgo |
| Ichijima            | 市島                     | 94,0          | ●          | ●                          |                                                      | Tamba       |                                                                   | |                   | Prefettura di Hyōgo |
| Tamba-Takeda        | 丹波竹田                 | 98,2          | ●          | ●                          |                                                      | Tamba       |                                                                   | |                   | Prefettura di Hyōgo |
| Fukuchiyama         | 福知山                   | 106,5         | ●          | ●                          | ■ Linea principale San'in ■ Linea Kitakinki Miyafuku | Fukuchiyama | Prefettura di Kyoto                                               | |                   |                     |